# حباك ذهبي القفا
الحباك ذهبي القفا (الاسم العلمي: Ploceus aureonucha) نوع من الطيور الصغيرة من فصيلة الحباك، متوطن في جمهورية الكونغو الديمقراطية.

## وصلات خارجية
- http://www.birdlife.org/datazone/speciesfactsheet.php?id=8538
- First record of Golden-naped Weaver Ploceus aureonucha in Uganda